# SUMAU
『SUMAU』(すまう)とは、TBSで2006年7月1日から2007年9月30日まで放送されたミニ番組である。木下工務店の一社提供で、RKB毎日放送でも放送された。ハイビジョン製作。タイトルデザインは、佐藤可士和。

## 番組概要
日本文化を取り入れた家を訪れ、暮らしぶりを紹介する。

## 放送時間
TBS
日曜日12:54-13:00
RKB毎日放送
月曜日19:54-20:00
| TBS 日曜12:54 - 13:00   | TBS 日曜12:54 - 13:00 | TBS 日曜12:54 - 13:00        |
| 前番組                  | 番組名                | 次番組                       |
| ----------------------- | --------------------- | ---------------------------- |
| 夢舞台 (2005.10-2007.6) | SUMAU (2006.7-2007.9) | and〜安堵〜 (2007.10-2008.3) |